# Backbeat
Backbeat es una película de 1994 que relata los primeros años de la banda de pop-rock The Beatles en Hamburgo, Alemania, aunque se centra principalmente en la relación entre Stuart Sutcliffe (interpretado por Stephen Dorff) y John Lennon (interpretado por Ian Hart), y además con la novia alemana de Sutcliffe Astrid Kirchherr (interpretada por Sheryl Lee).
La película es generalmente más detallada, tanto en la vida de Sutcliffe como en la historia de los primeros años de los Beatles, que la película de 1979 Birth of the Beatles, la cual cubre mucho del mismo periodo. Es además un tanto más oscura, con una línea más detallada, y la historia de los Beatles como tal sirve de fondo para la historia principal.
La película está basada en el libro "The real life story behind Backbeat - Stuart Sutcliffe: The Lost Beatle" (La verdadera historia de Backbeat - Stuart Sutcliffe: El beatle perdido) escrito por Alan Clayson y Pauline Sutcliffe (ISBN 0-330-33580-4, 1994).
La banda sonora de la película no incluye canciones tocadas por los Beatles, pero sí versiones de éstas tocadas por la Backbest Band para la película y algunas compuestas especialmente para la película.
"The Backbeat Band" estaba formada por:
Dave Pirner ( Soul Asylum ): voz
Greg Dulli ( The Afghan Whigs ): voz
Thurston Moore ( Sonic Youth ): guitarra
Don Fleming ( Gumball ): guitarra
Mike Mills ( REM ): bajo
Dave Grohl ( Nirvana ): batería

## Elenco
| Actor          | Rol              |
| -------------- | ---------------- |
| Stephen Dorff  | Stuart Sutcliffe |
| Jennifer Ehle  | Cynthia Powell   |
| Ian Hart       | John Lennon      |
| Gary Bakewell  | Paul McCartney   |
| Chris O'Neill  | George Harrison  |
| Paul Duckworth | Ringo Starr      |
| Scot Williams  | Pete Best        |
| Sheryl Lee     | Astrid Kirchherr |
| Kai Wiesinger  | Klaus Voormann   |
| Wolf Kahlar    | Bert Kaempfert   |
| James Doherty  | Tony Sheridan    |

## Multimedia
- Tráiler de la película Backbeat'